# Victor Duchamp
Pour les articles homonymes, voir Duchamp.
Victor Duchamp (né Gaspard Eliza Victor Duchamp) est un  notaire, avocat, imprimeur et homme politique français, né le 4 octobre 1815 à Yssingeaux et décédé le 2 février 1897 à Saint-Étienne. Il fut maire de Saint-Priest-en-Jarez et de Saint-Étienne.

## Biographie
Issu d'une famille de la haute bourgeoisie de Haute-Loire, Victor Duchamp est le fils Jean Baptiste Joseph Casimir Duchamp de la Croix, avoué et ultérieurement maire d'Yssingeaux et de Marie-Thérèse Pouzols. 
Notaire à Monistrol-sur-Loire de 1841 à 1851, il est accusé d'agitation socialiste lors du coup d'état de Louis-Napoléon Bonaparte. Bien qu'innocenté, il préfère s'exiler à Genève. Il y exerce le métier d'horloger mais abandonne rapidement cette activité pour l'imprimerie. 
Il publiera en 1855 le 2e tome des Mémoires d'un compagnon d'Agricol Perdiguier. Mais un conflit éclatera entre les deux hommes, dont résultera un procès. 
Rentré en 1863 à Saint-Étienne, il devient avocat. Franc-maçon, socialiste et républicain convaincu, il s'engage rapidement en politique. 
Devenu conseiller général, puis conseiller municipal à Saint-Étienne en 1871, il rentre dans la municipalité de Saint-Priest-en-Jarez en 1876, où il est élu maire quelques mois plus tard. Il démissionne néanmoins de cette fonction afin de pouvoir réintégrer la municipalité stéphanoise. Il exerce la fonction de maire à Saint-Étienne du 9 février 1881 au 17 mai 1884,. C'est sous son mandat qu'est inauguré le tramway stéphanois. 
Il organisera la tenue du congrès de la Fédération des travailleurs socialistes de France à la « salle du Cirque »  de Saint-Étienne en 1882, où les marxistes menés par Jules Guesde se sont opposés aux « possibilistes » ou « broussistes » de Paul Brousse et ont quitté la FTSF et créer le Parti ouvrier. La salle sera à l’origine de la Bourse du travail de Saint-Étienne.
Il est marié à Julie Badiou. Cette dernière s'éteint le 29 janvier 1887. Victor Duchamp, resté à son chevet, contracte une angine blanche qui lui est fatale. Il décède le 2 février 1887, cinq jours après sa femme. Ils n'ont pas eu de postérité. 
Bien que franc-maçon, son enterrement se fera de manière religieuse, ce qui ne sera pas sans provoquer quelques polémiques, que l'on retrouve dans les journaux de l'époque. Il est enterré aux côtés de sa femme dans le caveau de la famille Jacob, famille de pharmaciens stéphanois, au cimetière du Crêt-de-Roch. 

## Fonctions occupées
- Maire de Saint-Priest-en-Jarez de 1876 à 1878
- Maire de Saint-Étienne de 1881 à 1884
- Conseiller municipal de Saint Priest-en-Jarez de 1876 à 1878
- Conseiller municipal de Saint-Étienne de 1871 à 1881[6]
- Secrétaire général de la mairie de Saint-Étienne
- Conseiller général de la Loire de 1871 à 1883[6]

## Ouvrages imprimés
- Benoît, Joseph-Marie, « Révolutions françaises, souvenirs de la République de 1848 », Genève, imprimerie Duchamp, 1855, 310p.
- Perdiguier, Agricol, « Mémoires d'un compagnon », chez l’auteur à Genève, Tome 2, 1855, imprimerie Duchamp à Genève (le Tome 1 ayant été imprimé en 1854 à Chambéry par l’imprimerie Bachet).

## Hommage
En 1907, pour le trentième anniversaire de son décès, et dans le cadre d'une laïcisation des noms de rues de Saint-Étienne, la municipalité décide de renommer la rue Saint-Michel en rue Victor Duchamp. On y créera l’école Victor Duchamp, qui, après fusion avec l’école Jacquard est devenue l’école Jacquard-Victor Duchamp. Le gymnase Victor Duchamp sera victime d'un incendie en 1994.